# Lewis Boss
Lewis Boss (Providence, 1846 — 1912) foi um astrônomo estadunidense. Ele atuou como diretor do Observatório Dudley em Schenectady, Nova York.

## Carreira
Ele serviu como astrônomo assistente em uma expedição governamental para fazer um levantamento da fronteira EUA - Canadá - Estados Unidos. Em 1876, ele se tornou o diretor do Observatório Dudley em Schenectady, Nova York.
Boss é conhecido por seu trabalho em catalogar as localizações e os movimentos adequados das estrelas. Ele também liderou uma expedição ao Chile em 1882 para observar o trânsito de Vênus e catalogou informações sobre as órbitas dos cometas. Sua descoberta mais significativa foi o cálculo do ponto convergente do aglomerado de estrelas de Hyades. Ele foi premiado com a Medalha de Ouro da Royal Astronomical Society em 1905.
Ele se tornou editor do Astronomical Journal em 1909 e, no ano seguinte, publicou o Catálogo Geral Preliminar de 6 188 Estrelas para a Época de 1900, uma compilação dos movimentos próprios das estrelas. Após sua morte, a responsabilidade pelo Astronomical Journal passou para seu filho, Benjamin Boss. Benjamin continuou a editar o jornal até 1941 e também expandiu o catálogo de estrelas de seu pai, publicando o Catálogo Geral Boss em 1936.

## Morte e legado
Boss morreu em 5 de outubro de 1912 em Albany, Nova York. A cratera da Lua Boss foi nomeada em sua homenagem. 

## Prémios e honrarias
- 1905 - Medalha de Ouro da Royal Astronomical Society[6]
- 1911 - Prémio Lalande